# Ilya Prigogine
Pour les articles homonymes, voir Prigogine.
Ilya Romanovich Prigogine (1917-2003), est le récipiendaire du  prix Nobel de chimie de 1977.
Il naît juif russe le 25 janvier 1917 à Moscou (russe : Илья́ Рома́нович Приго́жин) et meurt belge le 28 mai 2003 à Bruxelles. 
Ses travaux les plus notables portent sur les systèmes complexes et les structures dissipatives, l'irréversibilité, et l'auto-organisation des systèmes: avant même le prix Nobel, ils sont couronnés dès 1955 par le prix Francqui et en 1976 par la médaille Rumford.
En chimie, ils apportent une approche nouvelle, au-delà des théories basées sur l'entropie, et étayeront la théorie du chaos.
Dans La Nouvelle Alliance. La Métamorphose de la science, coécrite avec la philosophe Isabelle Stengers, puis dans La Fin des certitudes, Ilya Prigogine développe la thèse suivante : la science classique considéra préférentiellement parmi les phénomènes observables, ceux déterminés et réversibles temporellement. Par ce focus sur les phénomènes les plus simples, stables et équilibrés dans le temps, la physique classique brossa ainsi l'illusion d'une science, d'un univers globalement intrinsèquement déterministe. Cette vision entre pourtant en contradiction avec l'expérience courante de l'existence humaine, car parmi l'ensemble des phénomènes observables de l'Univers, ces phénomènes déterminés immuables, projetables par une même loi dans l'infinité du temps, passée ou future, semblent plutôt être de l'ordre de l'exception, et si ce n'est en physique, du moins plus généralement en science.  
Réaliser l'irréversibilité temporelle générale des phénomènes, conception caractéristique de la thermodynamique (non linéaire), réconcilie ainsi la physique avec le sens commun de la transformation, tout en faisant date dans l'histoire de la thermodynamique.
Ilya Prigogine, rejette donc le déterminisme considéré comme une règle dans tous les processus physiques, et plaide en lieu et place de ces exceptions phénoménologiques pour une représentation probabiliste générale. Cela implique une refonte complète de la vision scientifique du monde, qui soit compatible avec les sciences physiques, avec le libre arbitre et avec la flèche du temps dont l'orientation vers l'avenir est déterminée par toute transformation réelle.

## Biographie
Ilya Prigogine étudie la chimie à l'Université libre de Bruxelles en Belgique.
Il explique ainsi son parcours : jeune émigré de Moscou issu d'une famille d'origine juive ashkénaze, exilé en Allemagne puis en Belgique, à Bruxelles, pour fuir le nazisme, il veut comprendre comment on arrive à devoir fuir son propre pays. Il aborde la politique, mais est contraint d'étudier le droit. Voulant comprendre le comportement d'un accusé, il étudie la psychologie. Pour comprendre clairement la psychologie et la science du comportement, il bute sur le fonctionnement du cerveau humain. Ainsi, il étudie la biologie, la chimie et enfin la biochimie. En poussant plus loin pour comprendre les interactions chimiques, il étudie la physique des particules. De la physique, il passe à l'astrophysique et à la cosmologie. Il aborde alors les questions fondamentales : la matière, le vide, le temps et son sens unique (la flèche du temps). Pour comprendre la flèche du temps, il doit étudier les structures dissipatives et créer le modèle du Brusselator.
En 1977, il est lauréat du prix Nobel de chimie « pour ses contributions à la thermodynamique hors équilibre, particulièrement la théorie des structures dissipatives ».
Il cofonda le centre qui porte son nom à l'université du Texas à Austin.
Il laissa également son nom à la Haute École libre de Bruxelles Ilya Prigogine (HELB IP), associée à l'Université libre de Bruxelles (ULB). Il était membre de l'Académie roumaine.

## Citations
- « Il faut qu’il y ait des nouveautés, et un univers non déterministe permet la nouveauté. Et dans ces nouveautés, dans la théorie simplifiée que les scientifiques en ont, apparaissent des bifurcations : ce sont des points singuliers où une branche se subdivise en plusieurs branches ou même en un nombre infini de branches. Et le choix de la branche qui sera suivie dépend des fluctuations. ( …) Entre les points de bifurcation, le déterminisme n’est qu’une approximation (…) tandis qu’aux points de bifurcation, vous n’avez plus d’approximation déterministe. » - Ilya Prigogine, in La Complexité, vertiges et promesses, p. 45, Ed. Le Pommier.
- « Je ne vois pas pourquoi, dit-il, une augmentation de la population serait en soi un phénomène négatif. Je la considère au contraire positive. L'interaction entre les hommes a toujours été source d'idées et de développement. » - entretien d'Ilya Prigogine avec Michel Salomon, publié dans Prospective et Santé.
- « La chimie : l'inscription de l'irréversibilité dans la matière » - I. Prigogine

- « La plus simple des cellules vivantes emploie pour son métabolisme plusieurs milliers de réactions chimiques conjointes, par conséquent exige un délicat mécanisme de coordination et de régulation [...] ; d'évidence, cette organisation ne résulte pas d'une tendance au désordre moléculaire. » - Ilya Prigogine, From Being to Becoming: Time and Complexity in the Physical Sciences, 1980, San Francisco, W. H. Freeman & Co.
- « Les chemins de la nature ne peuvent être prévus avec certitude, la part d'accident est irréductible : la nature bifurquante est celle où de petites différences, des fluctuations insignifiantes, peuvent, si elles se produisent dans des circonstances opportunes, envahir tout le système, engendrer un régime de fonctionnement nouveau. » - Ilya Prigogine, From Being to Becoming: Time and Complexity in the Physical Sciences, 1980, San Francisco, W. H. Freeman & Co.
- « Pour Popper, cependant, le déterminisme ne met pas seulement en cause la liberté humaine. Il rend impossible la rencontre de la réalité qui est la vocation même de notre connaissance. Popper écrit plus loin que la réalité du temps et du changement a toujours été pour lui " le fondement essentiel du réalisme " » - Ilya Prigogine, La Fin des certitudes, 1996, Odile Jacob.
- « ... Nous avons besoin d'une nouvelle formulation des lois fondamentales de la physique [...] elle doit d'abord incorporer dans nos lois physiques la dimension évolutive sans laquelle nous sommes condamnés à une conception contradictoire de la réalité. Enraciner l'indéterminisme et l'asymétrie du temps dans les lois de la physique est la réponse que nous pouvons donner aujourd'hui au dilemme d'Epicure. Sinon, ces lois sont incomplètes, aussi incomplètes que si elles ignoraient la gravitation ou l'électricité. » - Ilya Prigogine, La Fin des certitudes, 1996, Odile Jacob.

## Distinctions et récompenses
- Prix Francqui en 1955[7] ;
- Docteur honoris causa de l'université Jagellonne en 1981[7], des universités de Newcastle upon Tyne, Poitiers, Chicago, Bordeaux, Liège, Uppsala, Aix-Marseille, Georgetown, Rio de Janeiro, Pékin, Buenos-Aires, du Stevens Institute of technology de Hoboken (New Jersey), de l'université Heriot Watt d'Écosse et de l'université de Tours[8] ;
- Lauréat du prix Nobel de chimie en 1977[2] ;
- Prix Solvay 1965 (Prix quinquennal du FNRS)[8] ;
- Prix de la Gravity Foundation 1988[8] ;
- Président de l'Académie royale des sciences, des lettres et des beaux-arts de Belgique[8] ;
- Grand-croix de l'ordre de Léopold II[8] ;
- Commandeur de l'ordre de Léopold[8] ;
- Commandeur de la Légion d'honneur[8] ;
- Commandeur de l'ordre national du Mérite (France)[8] ;
- Commandeur de l'ordre des Arts et des Lettres (France)[8] ;
- Concession de noblesse héréditaire avec le titre personnel de vicomte le 30 avril 1990[8]. Les armes créées à cette occasion se blasonnent : d'azur à une porte étroite d'argent à cinq marches taillées dans le soubassement[8].

## Publications
- Traité de thermodynamique, conformément aux méthodes de Gibbs et De Donder - avec Raymond Defay, Éd. Desoer, 1950
- Introduction à la thermodynamique des processus irréversibles, Dunod, 1968,  (ISBN 2-87647-169-8)
- Structure, stabilité et fluctuations - avec P. Glansdorff, Masson, 1971,  (ISBN 2-2252-9690-1)
- Physique, temps et devenir - Masson, 1980,  (ISBN 2-2256-6792-6)
- La Nouvelle Alliance - avec Isabelle Stengers, Gallimard, 1986,  (ISBN 2-0703-2324-2)
- Entre le temps et l'éternité - avec Isabelle Stengers, Fayard, 1988,  (ISBN 2-2130-2172-4)
- À la rencontre du complexe - avec Grégoire Nicolis, Presses universitaires de France, 1992,  (ISBN 2-1304-3606-4)
- Les Lois du chaos (Le leggi del caos) - Flammarion, 1993, transcription de deux conférences données à l'université de Milan en 1992,  (ISBN 2-0821-0220-3)
- Thermodynamique, des moteurs thermiques aux structures dissipatives - avec Dilip Kondepudi (en), Odile Jacob, 1996,  (ISBN 2-7381-0646-3)
- Temps cosmique et histoire humaine, Vrin, Paris, 1996, avec Jan Marejko, Isabelle Stengers, etc.
- La Fin des certitudes, Odile Jacob, 1996,  (ISBN 2-7381-0330-8)
- De l'être au devenir, l'intégrale des entretiens Noms de Dieux d'Edmond Blattchen, Alice, 1999.  (ISBN 978-2930182094)
- L'Homme devant l'incertain - Odile Jacob, 2001,  (ISBN 2-7381-0831-8)
- Le Monde s'est-il créé tout seul ?, avec Henri Atlan, Joël De Rosnay, Albert Jacquard, Jean-Marie Pelt et Trinh Xuan Thuan, Albin Michel, 2008,  (ISBN 2-2261-7855-4)